# علم بيئة التناسل البشري
علم البيئة الإنجابية البشرية هو حقلٌ فرعي في علم الأحياء التطوري، يهتم بعمليات الإنجاب البشرية والاستجابات للمتغيرات البيئية، ويعتمد في أساسه على العلوم الطبيعية والاجتماعية، والنظريات والنماذج المستمدة من علم الأحياء البشري والحيواني والتطور وعلم البيئة، ويرتبط بمجالات مثل الأنثروبولوجيا التطورية ويسعى إلى شرح الاختلافات والتكيّفات الإنجابية البشرية. يطبّق التوجّه النظري لعلم البيئة الإنجابية نظرية الانتقاء الطبيعي على السلوكيات الإنجابية، وأُشِيرَ إليه أيضًا بالبيئة التطورية للتناسل البشري.

## الأسس النظرية
تُعدّ الأسس النظرية المتعددة من علم الأحياء التطوري والأنثروبولوجيا التطورية مهمة لبيئة التناسل البشرية، وتعتمد البيئة الإنجابية بصورة كبيرة وعلى نحو لافت للنظر على كل من نظرية تاريخ الحياة وعلم الطاقة ونظريات الصلاحية واصطفاء القرابة والنظريات القائمة على دراسة تطور الحيوان.

### نظرية تاريخ الحياة
نظرية تاريخ الحياة هي إطار تحليلي شهير، يُستخدَم في الأنثروبولوجيا التطورية وعلم الأحياء وعلم البيئة الإنجابية، الذي يسعى إلى تفسير نمو وتطور كائن حي عبر مراحل تاريخ الحياة المختلفة طوال عدد السنوات المُتوقَع أن يعيشها الكائن الحي. تشمل مراحل تاريخ الحياة النمو والتطور المبكرين والبلوغ والنمو الجنسي والوظيفة الإنجابية ومرحلة ما بعد الإنجاب. تستند نظرية تاريخ الحياة إلى النظرية التطورية، وتقترح أن الاصطفاء الطبيعي يعمل على تخصيص أنواع مختلفة من الموارد (المواد والأيض [الاستقلاب]) لتلبية المتطلبات المتنافسة للنمو والإعالة والإنجاب خلال مراحل الحياة المختلفة. تُطبَّق نظرية تاريخ الحياة على علم البيئة الإنجابية في المفاهيم النظرية للبلوغ والنمو الجنسي والنضج والخصوبة والأبوة والأمومة والشيخوخة، لأنه في كل مرحلة من مراحل الحياة لا بد للكائنات الحية أن تصادف وتتواجه مع القرارات الواعية واللاواعية التي تحمل أوجه المقايضات. أثّر علماء البيئة الإنجابية على وجه التحديد في نظرية تاريخ الحياة من خلال تحسين النماذج الفعّالة لأنها مُعقّدة لدى البشر، وتتضمن العديد من العوامل السببيّة، ويستنبط العلماء بناءً على نظرية تاريخ الحياة الكلاسيكية وعلم البيئة السلوكي وعلم البيئة الإنجابية لوضع تنبؤات حول السلوك الإنجابي والنمو.

### علم الطاقة
غالبًا ما تستخدم الأُطر التحليلية، التي تستكشف المشكلات ذات الصلة بالبيئة الإنجابية (مثل العمر عند بدء الإحاضة أو انقطاع الحيض الإرضاعي)، مفاهيم علم الطاقة لفرضياتها ونماذجها. يشير علم الطاقة في هذا السياق إلى توزيع الطاقة، على افتراض أن الاصطفاء الطبيعي يُفضِّل التوزيع والاستخدام الأمثل للطاقة، ولكن أيضًا أن المقايضات غالبًا ما تفرض قيودًا فعالة. تُستخرَج توزيعات الطاقة تباعًا بحيث يمكن التنبؤ بها، ولكنها أيضًا متغيرة وفقًا للقيود البيئية.

#### تغيّر تكلفة المغذيات الأساسية
ينتقد عدد من العلماء الادّعاء القائل بأنّ الطاقة المقاسة بالسعرات الحرارية يمكن استخدامها بمثابة مقياس عالمي للتكلفة الغذائية على أساس العناصر الغذائية الأساسية والعناصر الغذائية التي لا يستطيع الجسم إنتاجها بغض النظر عن توافر السعرات الحرارية ويجب أن تكون العناصر الغذائية المحددة موجودة في النظام الغذائي، ويتجادلون بأنه نظرًا لوجود ظروف غذائية مختلفة تكون فيها العناصر الغذائية الأساسية مختلفة هي الأكثر ندرة في المناطق المختلفة، وبناءً على ذلك فإن الأطعمة القليلة التي تحتوي على العناصر الغذائية النادرة والمطلوبة لتجنّب أمراض العجز هي الأكثر تكلفةً (يمكن دفع التكلفة على شكل سلع وخدمات الأخرى في المجتمعات التي لا تستخدم النقود). تستهلك الوظائف المختلفة في الجسم مغذيات أساسية مختلفة في المقام الأول، ولا يمكن إجراء ترتيب عالمي لتكاليف الجوانب المختلفة للتناسل. على سبيل المثال، من الممكن أن تكون المغذيات زهيدة المقدار التي يستهلكها الرجال أكثر من الحيوانات المنوية التي ينتجونها ولكن استهلاكها عند النساء لا يزيد أثناء الحمل أو الرضاعة، هي أندر العناصر الغذائية الموجودة في أكثر الأطعمة تكلفة في بعض المجتمعات، ما يجعل إنتاج الحيوانات المنوية أكثر تكلفة بصورة فعالة من الحمل والرضاعة بالنظر لأسعار المواد الغذائية المحلية في مثل هذه المجتمعات. يجادلون أيضًا أن تأثير تبدّل انتقاء الغذاء الأكثر قيمة بسبب احتوائه على أندر العناصر الغذائية الأساسية يمتد إلى نسبة الأهمية الاقتصادية بين الصيد والجمع في حالة مجتمعات الصيد وجامعي الثمار، وبالتالي فإن أي محاولة للمراوغة على أن مفارقة علم النفس التطوري المتمثلة في عدم قدرة الرجال على التواجد في مكانين في نفس الوقت للبحث عن عائلاتهم وحمايتها بإسناد تلك الوظيفة لحرّاس، عن طريق مقايضة اللحوم ستفشل في جعل أدوار الجنس عالمية بسبب الاختلاف بين المناطق التي توجد فيها العناصر الغذائية الأساسية النادرة، والتي تحتوي على نوع واحد أو أكثر من اللحوم والمناطق التي تحتوي على أندر هذه العناصر الغذائية في بعض أنواع النباتات. يُستشهَد في هذا السياق بأنّ البشر قد تطوروا في مناطق كبيرة نسبيًا من أفريقيا مع بيئات غذائية مختلفة، ما يجعل من المستحيل على البشر أن يكون لديهم تخصص تطوري لنسبة واحدة محددة من تكلفة الغذاء. قد يكون هذا التباين في نسب القيمة الغذائية داخل أفريقيا قد أعدّ البشر تطوريًا ليكونوا قادرين على مغادرة أفريقيا.

### الديموغرافيا الحيوية والتناسل البشري
يستخدم الباحثون المشاركون في علم البيئة الإنجابية البشرية النهج المشترك للديموغرافيا والبيولوجيا التطورية لشرح ظاهرة التناسل. الديموغرافيا الحيوية هي دراسة الديموغرافيا المتعلقة بالبيولوجيا وعلم الأحياء التطوري. يقوم علماء الديموغرافيا الحيوية بأبحاث حول النتائج الديموغرافية مثل الحمل والإجهاض التلقائي والمواليد والزواج والطلاق وبدء الإحاضة وسن اليأس والشيخوخة والوفيات. يستخدم علماء الديموغرافيا الحيوية النماذج الرياضية والتقديرات الإحصائية والمؤشرات الحيوية لتحليل البيانات الديموغرافية. غالبًا ما يستكشف مجال الديموغرافيا الحيوية الأسئلة العلمية المرتبطة بالخصوبة والوفيات عبر الثقافات ومحددات الشيخوخة الإنجابية والوفيات والاختلافات بين الجنسين وانخفاض الخصوبة لدى البشر وأطول عدد سنوات مُتوقَّع أن تعيشها النساء بعد الإنجاب.

## مواضيع أساسية في علم بيئة التناسل البشري

### الحمل
في علم بيئة التناسل البشري، تركز دراسة الحمل في المقام الأول على الاختلافات في الحمل ومعدلات فقدان الجنين.

#### الاختلافات في الحمل
يختلف الحمل من شخص لآخر وعبر المستويات الثقافية والاجتماعية الاقتصادية. يتراوح عمر الحمل عند الإنسان بين 30 إلى 40 أسبوعًا. وإن الديناميكية بين الأم والجنين هي علاقة نزاع: إذ من مصلحة الجنين أن يستمر الحمل أطول فترة ممكنة وبالتالي يستمر الجنين بتلقي الفوائد التغذوية والتطورية من خلال الارتباط الجسدي بالأم. مع ذلك، فإن الحمل بالنسبة للأم هو فترة صعبة ومحفوفة بالمخاطر. فالولادات المبكرة تُجنب المخاطر التي تطرأ عندما يكون الجنين كبير الحجم. يُعتبر طول الحمل حلًا وسطًا بين هذين المطلبين، ويتأثر بعوامل مثل الحالة الاجتماعية والاقتصادية، الصحة وتطور الجنين. ثبت أن النساء اللواتي يعشن في بيئات متدنية الحالة الاجتماعية والاقتصادية معرضات بشكل أكبر وسطيًا للولادة المبكرة من النساء اللواتي يعشن في بيئات أفضل. أظهرت الأبحاث أيضًا أن الإجهاد، خاصة أثناء الحمل في سن مبكر، من شأنه أن يتسبب في قصر مدة الحمل ويزيد من نسبة الولادات المبكرة.

#### فقدان الجنين
تتنوع معدلات احتمال فقدان الجنين على طول مدة الحمل. فمن غير الممكن قياس معدلات فقدان الجنين في مرحلة ما قبل الانغراس في جدار الرحم، إذ أن هرمون موجهة الغدد التناسلية المشيمائية لا يُفرز في هذه المرحلة بعد. بعد الانغراس، تكون معدلات فقدان الحمل في أعلاها في الثلث الأول من الحمل، وتقل خطورة فقدان الجنين مع تقدم عمر الحمل.
يعود فقدان الجنين إلى أسباب متعددة. على الرغم من تثبيط الجهاز المناعي للأم خلال الإباضة، فإنه يرى البويضة المخصبة على أنها جسم غريب ويقوم بمهاجمتها. تُجهض الأجنة المشوهة بشكل عفوي أيضًا، سواء كانت التشوهات صبغية أو نتيجة خلل في النمو. قد تؤدي العيوب في بطانة الرحم أو تطور المشيمة أيضًا إلى فشل الحمل. بالإضافة إلى ذلك، ترتفع وتيرة الإجهاض العفوي مع تقدم سن المرأة عند الحمل. إذ أن معدلات التشوهات الجنينية تكون أعلى عند النساء الأكبر سنًا مما يؤدي إلى فقدان الجنين.
نظرًا لأن الحمل البشري يستهلك الكثير، ونسل البشر يعتمدون بشدة على أمهاتهم، فإن الإجهاض العفوي المبكر مرتفع تطوريًا لضمان إنفاق طاقة الحمل على جنين يتمتع بفرصة عالية للبقاء.

### الخصوبة والكفاءة التناسلية
ينظر علم بيئة التناسل البشري للكفاءة التناسلية من منظور ديموغرافي، ومن هذا المنظور فإن الكفاءة التناسلية تعبر عن القدرة الإنجابية والخصوبة هي الناتج الإنجابي الفعلي للفرد.

#### الكفاءة التناسلية
تتحدد الكفاءة التناسلية من خلال القيود البيولوجية للفرد، فيمكن أن تنخفض عندما تؤثر العوامل البيولوجية والبيئية على القدرات الإنجابية للفرد. المكونات الأساسية للكفاءة التناسلية هي نضج الجهاز التناسلي واستمراره. فعند إناث البشر، يتنوع وقت البلوغ التناسلي بشكل خاص ويتأثر بشدة بالمتغيرات البيئية. بالإضافة إلى ذلك، فقد انخفض السن عند بلوغ الحيض بمرور الوقت عند العديد من الجماعات السكانية في العالم. يشار إلى هذه الظاهرة باسم الاتجاه طويل الأمد. العمر عند الحيض هو أحد مقاييس الكفاءة التناسلية عند الإناث. فالنضج التناسلي عند الذكور أقل عرضة للعوامل البيئية، ولا يتبع الاتجاه طويل الأمد الذي يتبعه البلوغ عند الإناث.
تتحدد الكفاءة التناسلية عند البالغين من خلال العمليات البيولوجية للتناسل، إذ تتأثر الكفاءة التناسلية عند الإناث بشدة بالتكاثر وتدفق الطاقة. إذ أن فترة الخصوبة خلال الدورة المبيضية هي فترة وجيزة ولمرة واحدة في الشهر. وحتى تكون الأنثى منجبة يجب أن يطرأ نضج كامل للبويضة ومن ثم التخصيب والانغراس. يمكن أن تتداخل التغييرات في مستويات تدفق الطاقة والنظام الغذائي والهرمونات في هذه العملية. وتؤدي أيضًا فترة العقم المؤقتة التي تطرأ خلال الرضاعة الطبيعية إلى تقليل الكفاءة التناسلية عند الإناث. تصف فرضية الحمل الأيضي في البيئة التناسلية البشرية كيف يعمل الاستهلاك النشط للطاقة الأيضية خلال الإرضاع على تثبيط دورة المبيض. إذ يتوجه إنفاق الطاقة نحو الإرضاع بحيث لا يتوفر المزيد من الطاقة الكافية للإنجاب.
تتحدد الكفاءة التناسلية عند الذكور من خلال جودة الحيوانات المنوية وتوفر شريكات إناث خصبة. تخلق الاختلافات الفردية في حمولة الحيوانات المنوية والأس الهيدروجيني وطول العمر والشكل تفاوتات في الخصوبة عند الذكور. بما أن الذكور لا ينجبون، فإن مساهمتهم في الكفاءة التناسلية تكون أقل رسوخًا بعد التناسل. يمكن الإشارة إلى نقص الخصوبة عند البالغين بالعقم، إذ يحدث العقم في حوالي 10-15% من الأزواج، وتنقسم أسبابه بين الذكور والإناث بالتساوي.